# Longto jezik
Longto jezik (ISO 639-3: wok; boko, gobeyo, longa, longbo, lonto, voko, woko), nigersko-kongoanski jezik uže adamavske skupine, kojim govori 2 400 ljudi (1982 SIL) u provinciji North u Kamerunu. 
Longto je jedini predstavnik podskupine voko koja s jezicima vere-dowayo (5) i Kutin (1) pripada široj skupini voko-dowayo

## Vanjske poveznice
- Ethnologue (14th)
- Ethnologue (15th)